# Гейгнер, Давид Исаакович
Давид Исаакович Гейгнер (1898, Казатин —1938, Москва) — российский музыкант, пианист, композитор и дирижёр.

## Биография
Родился в 1898 году в Казатине Российской империи, ныне Винницкой области Украины, в многодетной еврейской семье музыкантов.
В 1905 году хозяин украинского поместья Потоцких, которого мальчик удивил своей виртуозной игрой на рояле, предложил отправить Давида на обучение в Варшавскую консерваторию, взяв расходы на себя, но получил отказ, так как Давид был кормильцем всей семьи.
С 1910 года Давид занимался концертной деятельностью, работал тапером, музыкальным сопроводителем свадеб и праздников.
В 1914 году он познакомился со своей будущей женой, студенткой Киевской консерватории — Цецилией Чудновской (училась музыке у известного педагога Владимира Пухальского, вместе с Владимиром Горовицем).
В 1917—1918 годах служил в агитбригаде действующей Первой Конной армии С. М. Будённого.
В 1926 году ему предложили занять должность дирижёра в Русской оперетте во Владивостоке.
В 1928 году Гейгнер выступал в Харбинской филармонии, в этом же году создал джаз-оркестр «Русский Харбинский Оркестр».
С 1933 года был на гастролях в Китае: Пекин, Циндао, Тяньцзинь, Чанчунь, Далянь; затем труппа обосновалась в Шанхае.
В 1935 году он вернулся на родину. Работал на кинофабрике, выступал со своим оркестром с джаз-ревю в ресторане гостиницы «Метрополь». В этом же году вступил в Московский союз композиторов.
В декабре 1937 года был арестован — его забрали прямо с концерта оркестра в ресторане «Метрополь» — обвинение в шпионаже и подготовке теракта.
8 января 1938 года по приговору Военной Коллегии Верховного суда СССР был расстрелян. Место захоронения — полигон «Коммунарка».
8 декабря 1956 года был реабилитирован.

### Семья
- Жена — Цецилия Александровна Чудновская, певица.
  - Дети — сын Эмиль (1920—2012) — известный джазовый саксофонист, кларнетист и аранжировщик работал в оркестрах Александра Цфасмана и Леонида Утесова, дочь Лиза (вышла замуж за джазового музыканта Александра Ривчуна, 1914―1974).